# تولس‌بری
تولس‌بری (به انگلیسی: Tollesbury) یک روستا و محله مدنی در بریتانیا است که در Maldon واقع شده‌است. تولس‌بری ۲٬۶۲۱ نفر جمعیت دارد.